# 帕劳人口
70%的帕劳人居住在科罗尔市与科罗尔岛。科罗尔是帕劳的前首都。

### 年龄结构
0-14岁
27% （男2605人; 女2458人）

15-64岁:
68% （男7006; 女5,814）

65岁以上
5% （男416; 女467） （2000 年普查）

### 人口增长率
1.75% （2000年普查）

### B出生率
19.88人/1000人 （2000年普查）

### 死亡率
7.35死/1000人（2000年普查）

### 净迁移率
5.01人迁移/1000人 （2000年普查）

### 性别比
出生时:
1.06男/女

15岁以下
1.06男/女

15-64岁:
1.21男/女

65岁以上:
0.89男/女

所有人口
1.15男/女 （2000年普查）

### 婴儿死亡率
17.12人夭折/1000名活着的婴儿 （2000年普查）

### 出生时寿命预期
所有人:
68.59岁

男:
65.47岁

女:
71.88岁（2000年普查）

### 总和生育率
每名妇女生育1.7个婴儿 （2020年估计）

### 族裔
- 帕劳人（混合美拉尼西亚人和马来人血统的密克罗尼西亚人）、密克罗尼西亚人（Chuukese、Phonpein等）：73%
- 亚裔（日本人、菲律宾人、台灣人、中国人）：21.7%
- 加罗林人：2%
- 白种人：1.2%
- 其他：2.1%

### 宗教
- 基督教：77.9％
  - 天主教徒49.4％
  - 新教徒21.3％，
  - 安息日5.3％
  - 耶和华见证人1.1％
  - 摩门教徒0.8％
- Modekngei宗教（帕劳土著）：8.7％
- 其他宗教：8.1 ％
- 没有或拒绝透露：1.1％[1]

### 语言
英语和帕劳语是所有州的官方语言，下列州除外：松索罗尔（松索罗尔语和英语是官方语言）、哈托博海伊（托比语和英语为官方语言）、昂奥尔（日语和英语为官方语言）。

### 识字率
定义:
15岁以上能够读写

总人口:
92%

男性:
93%

女性:
90% （1980年普查）